# The Promise (2016)
The Promise is een Amerikaanse dramafilm uit 2016 die geregisseerd werd door Terry George en zich afspeelt tijdens de laatste dagen van het Ottomaanse Rijk. Tijdens deze film wordt het verleden duidelijk. Hoe er tijdens de Eerste Wereldoorlog gruwelijke daden werden gepleegd die uiteindelijk tot een genocide leidde op de Armeniërs door de Ottomanen (Turken). De Armeniërs die al eeuwen als een etnisch volk hun grondgebied bewoonden, werden verjaagd en massaal gedood. De film maakt duidelijk wat voor gruwelijkheden en onrecht de Armeniërs is aangedaan. Hoofdrollen worden vertolkt door Oscar Isaac, Charlotte Le Bon en Christian Bale.

## Verhaal
Mikael is een Armeense apotheker die gedurende de Eerste Wereldoorlog in Constantinopel, de hoofdstad van het Ottomaanse Rijk, verblijft om geneeskunde te studeren. In de stad ontwikkelt hij gevoelens voor de Armeense artieste Ana, de vriendin van de Amerikaanse fotojournalist Chris. Terwijl de twee mannen liefdesrivalen worden, besluit de Ottomaanse overheid om zich in de oorlog bij het Duitse Keizerrijk aan te sluiten. Als een gevolg worden de Armeniërs in het land op grote schaal gearresteerd en vermoord. Dit is het begin van de Armeense Genocide.

## Rolverdeling
| Acteur               | Personage                    |
| -------------------- | ---------------------------- |
| Oscar Isaac          | Mikael Boghosian             |
| Charlotte Le Bon     | Ana Khesarian                |
| Christian Bale       | Chris Myers                  |
| Shohreh Aghdashloo   | Marta Boghosian              |
| Angela Sarafyan      | Maral                        |
| Igal Naor            | Mesrob                       |
| Alicia Borrachero    | Lena                         |
| Milene Mayer         | Yeva                         |
| Lucía Zorrilla       | Tamar                        |
| Marwan Kenzari       | Emre Ogan                    |
| Tamer Hassan         | Faruk Pasha                  |
| Stewart Scudamore    | Ismet Ogan                   |
| Andrew Tarbet        | Pastoor Merril               |
| Aharon Ipalé         | Dr. Nazim                    |
| Jean Reno            | Admiraal Fournet             |
| James Cromwell       | Ambassadeur Henry Morgenthau |
| Michael Stahl-David  | Brad                         |
| Ozman Sirgood        | Vice-gouverneur Mazhar       |
| Daniel Giménez Cacho | Eerwaarde Dikran Antreassian |
| Rade Serbedzija      | Stephan (onvermeld)          |
| Sofia Black-D'Elia   | Oudere Yeva (onvermeld)      |

## Productie
De opnames van The Promise vonden in 2015 plaats in Portugal en de Canarische Eilanden. In mei en juni 2016 vonden er re-shoots plaats in New York. Op 11 september 2016 ging de film in première op het Internationaal filmfestival van Toronto.